# Varnish (ソフトウェア)
Varnishは高負荷な動的サイト向けの高性能HTTPアクセラレータである。FreeBSDの有力開発者であるPoul-Henning Kampによって書かれた。他の多くのHTTPアクセラレータはクライアントサイドのプロキシやWebサーバとして開発が始まったのに対して、VarnishはゼロからHTTPアクセラレータとして設計された。VarnishはSquidより10〜20倍高速であると公式サイトには書かれている。
特徴の1つとしてESI（Edge Side Includes）が利用でき、同一ページ内の静的部分と動的部分を個別にキャッシュしたり制御したりできる。例えば、あるページの静的部分は自身の持つキャッシュを利用し動的部分だけをアプリケーションサーバから取得し、結合後にクライアントにレスポンスを返すというような使い方ができる。
キャッシュしたデータにあっては、プロセスのヒープや削除済ファイルなど永続的ではないストレージへの保存をサポートしている。永続的ストレージへの保存は実装されているが、キャッシュデータのパージとVarnishサーバの再起動が重なった際にキャッシュデータの一貫性管理が難しくなることを理由に非推奨（deprecated）かつ実験的（experimental）としている。バージョン6以降、ビルド時に明示的に設定しない限り、永続的ストレージの機能は無効となっている。